# 吉田松陰

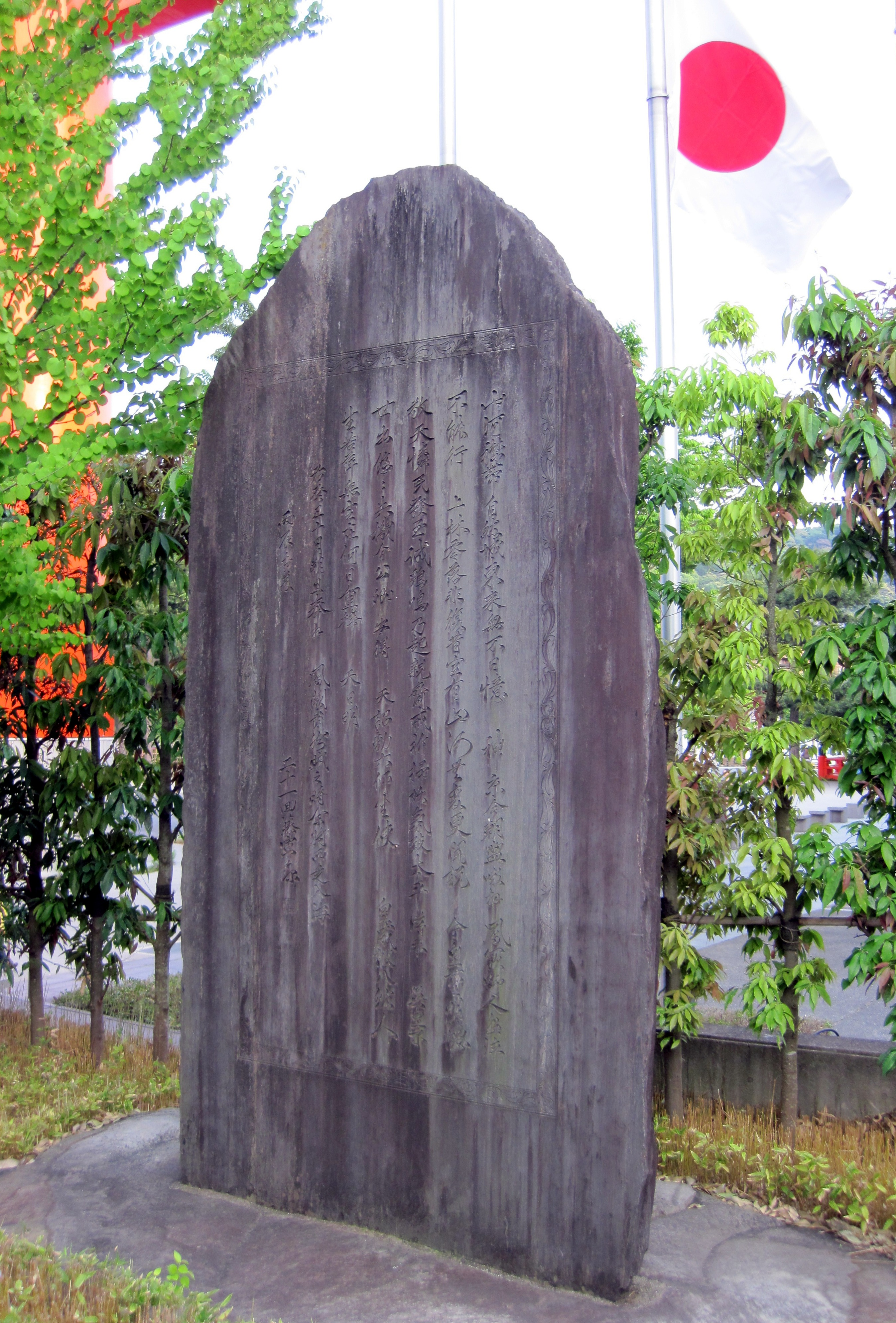
吉田松陰山河襟帯詩碑、京都府立図書館前、京都市左京区

吉田 松陰（よしだ しょういん、旧字体：吉田 松󠄁陰、文政13年8月4日〈1830年9月20日〉- 安政6年10月27日〈1859年11月21日〉）は、江戸時代後期の日本の武士（長州藩士）、思想家、教育者。山鹿流兵学師範。明治維新の精神的指導者・理論者。「松下村塾」で明治維新で活躍した志士に大きな影響を与えた。

## 名前
幼時の名字は杉。幼名は寅之助。吉田家に養子入り、大次郎に改める。通称は寅次郎。諱は矩方（のりかた）。字は義卿、号は松陰の他、二十一回猛士。
安政元年11月20日に「二十一回猛子説」で、松陰はこう記している。
二十一回猛子の「二十一」の由来は、杉の木を分解すると「十」と「八」で18、三（さんづくり）が3で計21。吉田は士（十と一）と十で21、ロと口で回という意味である。

### 一人称
吉田松陰は常に自分のことを「僕」という謙称で呼び、弟子たちを「君」という敬称で呼び敬い、互いに尊重しあう関係を築いた。この精神は弟子の伊藤博文（初代・5・7・10代内閣総理大臣）や山県有朋（第3・9代内閣総理大臣）に受け継がれて、現代でも議会で「君」の敬称が使われている。

## 生涯
文政13年8月4日（1830年9月20日）、長州萩城下松本村（現在の山口県萩市）で長州藩士・杉百合之助の次男として生まれた。天保5年（1834年）、叔父で山鹿流兵学師範である吉田大助の養子となり、兵学を修める。天保6年（1835年）に大助が死亡したため、同じく叔父の玉木文之進が開いた松下村塾で指導を受けた。9歳のときに明倫館の兵学師範に就任。11歳のとき、藩主・毛利慶親への御前講義の出来栄えが見事であったことにより、その才能が認められた。13歳のときに長州軍を率い西洋艦隊撃滅演習を実施。15歳で山田亦介より長沼流兵学の講義を受け、山鹿流、長沼流の江戸時代の兵学の双璧を修めることとなった。松陰は子ども時代、父や兄の梅太郎とともに畑仕事に出かけ、草取りや耕作をしながら四書五経の素読、「文政十年の詔」「神国由来」、その他頼山陽の詩などを父が音読し、あとから兄弟が復唱した。夜も仕事をしながら兄弟に書を授け本を読ませた。
嘉永3年（1850年）9月、九州の平戸藩に遊学し、葉山左内(1796-1864)のもとで修練した。葉山左内は海防論者として有名で、『辺備摘案』を上梓し、阿片戦争で清が敗北した原因は、紅夷(欧米列強)が軍事力が強大であったことと、アヘンとキリスト教によって中国の内治を紊乱させたことにあったとみて、山鹿流兵学では西洋兵学にかなわず、西洋兵学を導入すべきだと主張し、民政・内治に努めるべきだと主張していた。松蔭は葉山左内から『辺備摘案』や魏源著『聖武記附録』を借り受け、謄写し、大きな影響を受けた。
ついで、松陰は江戸に出て、砲学者の豊島権平や、安積艮斎、古河謹一郎、佐久間象山などから西洋兵学を学んだ。嘉永4年（1851年）には、交流を深めていた肥後藩の宮部鼎蔵とともに、山鹿素水にも学んでいる。
嘉永5年（1852年）、宮部鼎蔵らと東北旅行を計画するが、出発日の約束を守るため、長州藩からの過書手形（通行手形）の発行を待たず脱藩。この東北遊学では、水戸で会沢正志斎と面会、会津で日新館の見学を始め、東北の鉱山の様子などを見学した。秋田では相馬大作事件の現場を訪ね（盛岡藩南部家の治世を酷評している）、津軽では津軽海峡を通行するという外国船を見学しようとした。 山鹿流古学者との交流を求め訪問した米沢では、「米沢領内においては教育がいき届き、関所通過も宿泊も容易だった。領民は温かい気持ちで接し、無人の販売所（棒杭商）まである。さすがに御家柄だ」と驚いている。江戸に帰着後、罪に問われて士籍剥奪・世禄没収の処分を受けた。
嘉永6年（1853年）、ペリーが浦賀に来航すると、師の佐久間象山と黒船を遠望観察し、西洋の先進文明に心を打たれた。このとき、同志である宮部鼎蔵に書簡を送っている。そこには「唯だ待つ所は春秋冬間又来るよし、此の時こそ一当にて日本刀の切れ味を見せ度きものなり」と記されていた。8月には、藩主に対して意見書「将及私言」を提出し、諸侯が一致して幕府を助け、外寇に対処すべきことを説いた。このとき松陰は士籍剥奪の処分を受け、浪人の身であったので、この行為は明らかに逸脱行為であり、それゆえ後に彼はこの意見書提出を「二十一回」の「用猛」の一つに数えている。その後、師・象山の薦めもあって外国留学を決意。同郷で足軽の金子重之輔と長崎に寄港していたプチャーチンのロシア軍艦に乗り込もうとするが、ヨーロッパで勃発したクリミア戦争にイギリスが参戦したことから同艦が予定を繰り上げて出航していたために果たせなかった。
嘉永7年（1854年）、ペリーが日米和親条約締結のために再航した際には、金子重之輔と2人で、海岸につないであった漁民の小舟を盗んで下田港内の小島から旗艦ポーハタン号に漕ぎ寄せ、乗船した。しかし、3月27日渡航は拒否されて小舟も流されたため、下田奉行所に自首し、伝馬町牢屋敷に投獄された（下田渡海事件）。幕府の一部ではこのときに象山、松陰両名を死罪にしようという動きもあったが、川路聖謨の働きかけで老中の松平忠固、老中首座の阿部正弘が反対したために助命、国許蟄居となった（9月18日）。長州へ檻送されたあとに野山獄に幽囚された。ここで富永有隣、高須久子と知り合い、彼らを含め11名の同囚のために『論語』『孟子』を講じ、それがもととなって『講孟余話』が成立することになる。この獄中で密航の動機とその思想的背景を『幽囚録』に記した。
安政2年（1855年）に出獄を許されたが、杉家に幽閉の処分となる。
安政3年8月22日（1856年9月20日）、禁固中の杉家において「武教全書」の講義を開始した。
安政4年（1857年）に叔父が主宰していた松下村塾の名を引き継ぎ、杉家の敷地に松下村塾を開塾する。この松下村塾において松陰は久坂玄瑞、高杉晋作、伊藤博文、吉田稔麿、入江九一、前原一誠、品川弥二郎、山田顕義、野村靖、渡辺蒿蔵、河北義次郎などの面々を教育していった（山縣有朋、桂小五郎は松陰が明倫館時代の弟子であり、松下村塾には入塾していない）。弟子の長所を見抜き、本人に伝え育てるのが松陰の教育の特徴だった。たとえば、伊藤博文に対して「君は将来大物政治家になるだろう」との言葉を残している。なお、松陰の松下村塾は一方的に師匠が弟子に教えるものではなく、松陰が弟子と一緒に意見を交わしたり、文学だけでなく登山や水泳なども行うという「生きた学問」だったといわれる。
安政5年（1858年）、幕府が無勅許で日米修好通商条約を締結したことを知って激怒し、間部要撃策を提言する。間部要撃策とは、老中首座間部詮勝が孝明天皇への弁明のために上洛するのをとらえて条約破棄と攘夷の実行を迫り、それが受け入れられなければ討ち取るという策である。松陰は計画を実行するため、大砲などの武器弾薬の借用を藩に願い出るも拒絶される。次に伏見にて、大原重徳と参勤交代で伏見を通る毛利敬親を待ち受け、京に入る伏見要駕策への参加を計画した。 しかし野村和作らを除く、久坂玄瑞、高杉晋作や桂小五郎ら弟子や友人の多くは伏見要駕策に反対もしくは自重を唱え、松陰を失望させた。松陰は、間部要撃策や伏見要駕策における藩政府の対応に不信を抱くようになり草莽崛起論を唱えるようになる。さらに、松陰は幕府が日本最大の障害になっていると批判し、倒幕をも持ちかけている。結果、長州藩に危険視され、再度、野山獄に幽囚される。
安政6年（1859年）、梅田雲浜が幕府に捕縛されると、雲浜が萩に滞在した際に面会していることと、伏見要駕策を立案した大高又次郎と平島武次郎が雲浜の門下生であった関係で、安政の大獄に連座し、江戸に檻送されて伝馬町牢屋敷に投獄された。評定所で幕府が松陰に問いただしたのは、雲浜が萩に滞在した際の会話内容などの確認であったが、松陰は老中暗殺計画である間部詮勝要撃策を自ら進んで告白してしまう。この結果、死刑を宣告され、安政6年10月27日（1859年11月21日）、伝馬町牢屋敷で執行された。享年29。

## ゆかりの地

誕生地にある吉田松陰と金子重輔の像

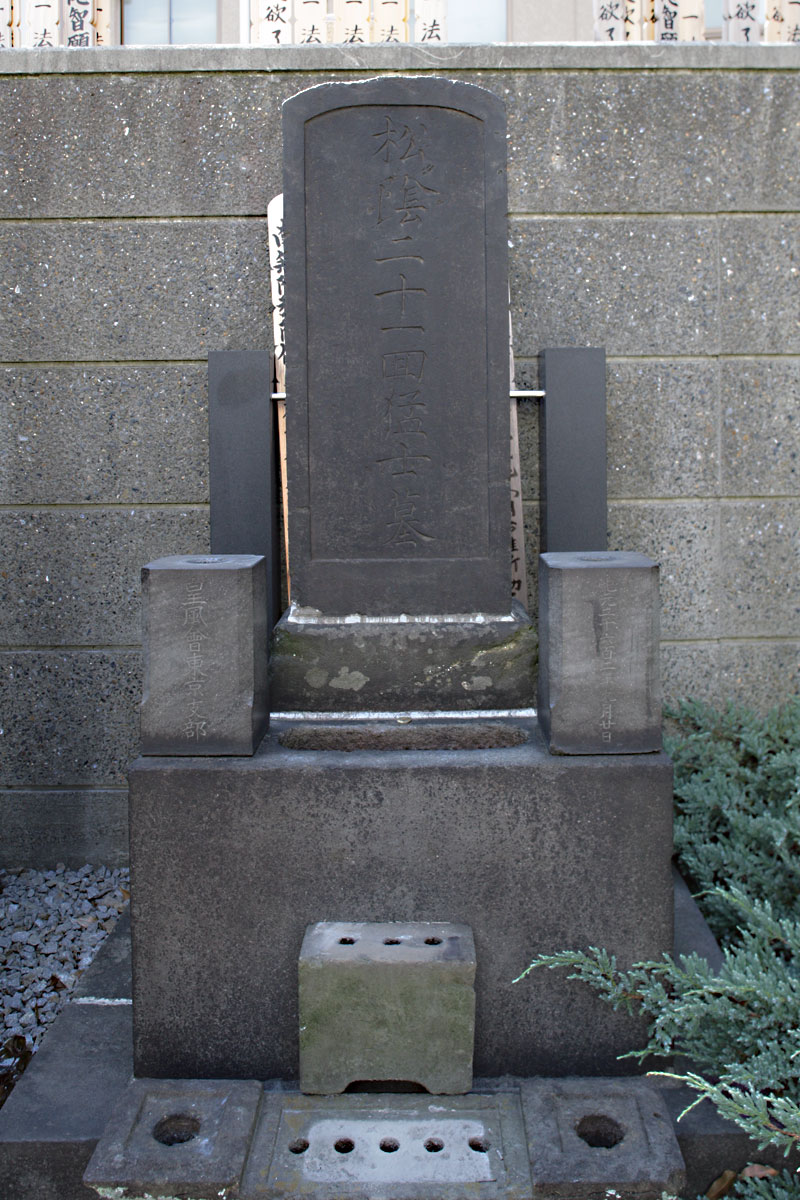
豊国山回向院にある吉田松陰の墓

- 故郷である山口県萩市には、誕生地、投獄された野山獄、教鞭をとった松下村塾があり、死後100日目に遺髪を埋めた遺髪塚である松陰墓地（市指定史跡）、明治23年（1890年）に建てられた松陰神社（県社）がある。ほかにも、山口県下関市の桜山神社には、高杉晋作発案で招魂墓がある。
- 静岡県下田市には、ペリー艦隊へ乗艦し密航を試みた場所であり、数多くの吉田松陰に関する史跡が点在している。
- 処刑直後に葬られた豊国山回向院（東京都荒川区）の墓地に現在も墓石が残る。
- 文久3年（1863年）に改葬された東京都世田谷区若林の現在の墓所には、明治15年（1882年）に松陰神社が創建された。長州藩は江戸時代初期に同地の土地を購入し、抱屋敷を持っていた。
- 松陰が収容されていた伝馬町牢屋敷跡の「十思公園（東京都中央区日本橋小伝馬町）」には「吉田松陰終焉乃地碑」と「留魂碑」がある。
- 松陰が弟子の金子重之輔を従えてペリー艦隊を見つめている姿を彫刻したという銅像が、山口県萩市椿東の吉田松陰誕生地にある。題字は、佐藤栄作が書いた。
- 松陰は嘉永4年（1851年）12月19日から翌年1月20日にかけて水戸の永井政介宅に約1カ月余り滞在している。その際、会沢正志斎、豊田天功等に師事、また、政介の長男である永井芳之介などの水戸の青年有志と交わり水戸の学問の真髄を学んだといわれる。松陰が滞在した永井政介宅跡に「吉田松陰水戸留学の地」の石碑が建てられている[16]。
- 嘉永5年、長州藩を脱藩して東北旅行に出かける途中、追っ手をおそれた松陰は松戸宿から東北に半里離れた山中に分け入り、本郷村（松戸市上本郷）の本福寺の門を叩いて一晩の宿を得た。その翌日、村の子供たちを集めて講義をしたという。本福寺には「吉田松陰脱藩の道」の碑が建てられている。
- 山形県米沢市粡町（あらまち）辻西には「吉田松陰宿泊の地」石碑がある。松陰は山鹿流古学や蘭学の高橋玄勝（はるまさ）らと交流があった。領内視察を行ない、上杉家治世を称賛した記録が萩に現存する。

## 思想

### 一君万民論
「天下は万民の天下にあらず、天下は一人の天下なり」と主張して、藩校明倫館の元学頭・山県太華と論争を行っている。「一人の天下」ということは、国家は天皇が支配するものという意味であり、天皇の下に万民は平等になる。

### 飛耳長目
塾生には、常に情報を収集し将来の判断材料にせよと説いた。これが松陰の「飛耳長目（ひじちょうもく）」である。自身東北から九州まで脚を伸ばし各地の動静を探った。萩の野山獄に監禁後は、弟子たちに触覚の役割をさせていた。長州藩に対しても主要藩へ情報探索者を送り込むことを進言し、また江戸や長崎に遊学中の者に「報知賞」を特別に支給せよと主張した。松陰の時代に対する優れた予見は、「飛耳長目」に負うところが大きい。

### 草莽崛起
「草莽（そうもう）」は『孟子』においては草木の間に潜む隠者を指し、転じて一般大衆を指す。「崛起（くっき）」は一斉に立ち上がることを指し、「在野の人よ、立ち上がれ」の意。
安政の大獄で収監される直前（安政6年〈1859年〉4月7日）、友人の北山安世に宛てて書いた書状の中で「今の幕府も諸侯も最早酔人なれば扶持の術なし。草莽崛起の人を望む外頼なし。されど本藩の恩と天朝の徳とは如何にして忘るゝに方なし。草莽崛起の力を以て、近くは本藩を維持し、遠くは天朝の中興を補佐し奉れば、匹夫の諒に負くが如くなれど、神州の大功ある人と云ふべし」と記して、初めて用いた。

### 福祉教育
『西洋夷狄にさえ貧院、病院、幼院などの設ありて、下を惠むの道を行ふに、目出度き大養徳（やまと）御國において却って此の制度なき、豈に大缺典（欠点）ならずや』　嘉永6年（1853年）9月、実兄への手紙の中で民への福祉教育の重要性を説いた。

### 領土拡大
『幽囚録』で「今急武備を修め、艦略具はり礟略足らば、則ち宜しく蝦夷を開拓して諸侯を封建し、間に乗じて加摸察加（カムチャッカ）・隩都加（オホーツク）を奪ひ、琉球に諭し、朝覲会同すること内諸侯と比しからめ朝鮮を責めて質を納れ貢を奉じ、古の盛時の如くにし、北は満州の地を割き、南は台湾、呂宋（ルソン）諸島を収め、進取の勢を漸示すべし」と記し、北海道（当時の蝦夷地）の開拓、琉球王国（現在の沖縄県。当時は半独立国であった）の日本領化、李氏朝鮮の日本への属国化、そして当時は清領だった満洲や台湾・「スペイン領東インド」と呼ばれていたフィリピン・ロシア帝国領のカムチャツカ半島やオホーツク海沿岸という太平洋北東部沿岸からユーラシア大陸内陸部にかけての領有を主張した。
その実現に向けた具体的な外交・軍事策を松陰は記さなかったものの、松下村塾出身者の何人かが明治維新後に政府の中心になり、昭和初期の教科書では松陰が定番となっていた。

### 吉田松陰に影響を与えた中国の思想家
- 魏源

清代の思想家。アヘン戦争でイギリスと対峙した清の政治家林則徐の側近。則徐が戦時下で収集した情報をもとに東アジアにおける当時の世界情勢を著した『海国図志』の中で、魏は「夷の長技を師とし以て夷を制す」と述べ、外国の先進技術を学ぶことでその侵略から防御するという思想を明らかにしており、松陰の思想に影響を与えたとされる。
- 王陽明

松陰は王が創始した陽明学に感化され、自ら行動を起こしていく。『伝習録』は陽明学の入門書として幕末日本でも著名であった。
- 文天祥

南宋末期の軍人。松陰の生き方、死に方もまさしく文天祥そのものであり、松陰は自作の「正気の歌」を作って歌っている。この「正気の歌」の思想が幕末・明治維新の尊王攘夷の思想になり、それが昭和の軍人たちにまでつながった。

## 語録

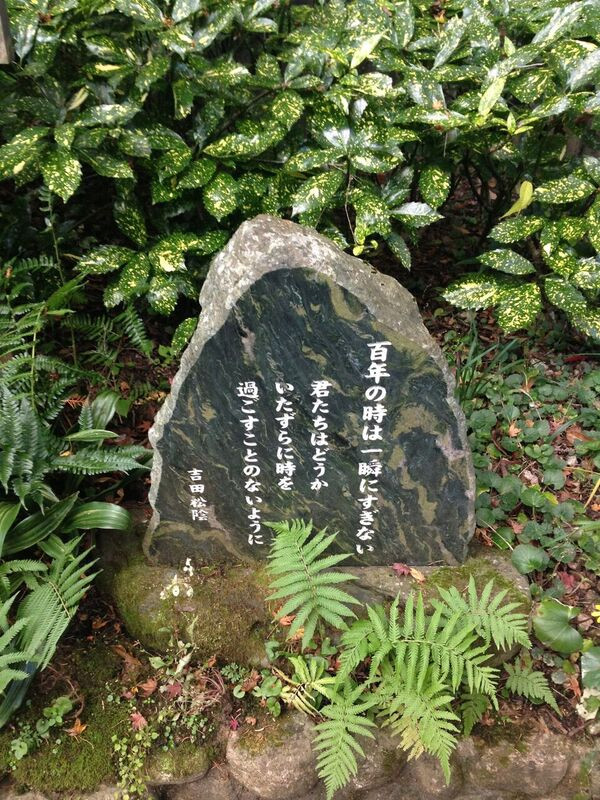
吉田松蔭の石碑「百年一瞬耳」
「百年の時は一瞬にすぎない
君たちはどうかいたずらに時を
過ごすことのないように」

- 立志尚特異 （志を立てるためには人と異なることを恐れてはならない）
- 俗流與議難 （世俗の意見に惑わされてもいけない）
- 不思身後業 （死んだ後の業苦を思い煩うな）
- 且偸目前安 （目先の安楽は一時しのぎと知れ）
- 百年一瞬耳 （百年の時は一瞬に過ぎない）
- 君子勿素餐 （君たちはどうかいたずらに時を過ごすことなかれ）
- 至誠にして動かざる者は未だこれ有らざるなり（本当の誠実さを持ちながら行動を伴わない人はいない、本物の誠実さがあるというのであれば、行動しなさい）

## 著作
- 講孟余話[注 9]（講孟剳記） - 野山獄にて孟子を中心とした諸子百家を講じた折に、述べた感想や意見を纏めたもので松陰の主著にあげられている。
  - 孔孟の教えを春秋よりはるか後の中国史（前秦の苻堅など）[注 10]や日本の天下人の失敗（源氏からの歴代政権）に当てはめ論じたり、上杉治憲[21]、松平春嶽といった近世もしくは同時代の賢者の思想と実践を萩での教育・治世に活かす建策が綴られている。
- 留魂録 - 小伝馬町獄で門弟たちに宛てた書。松陰最後の著作で正副二簡が直筆で書かれた[注 11]。
- 幽囚録 - 日本はカムチャツカ半島やオホーツク沿岸（沿海州）などを領有すべしと主張した内容で知られる[注 12]（前述の第四章第四項も参照）。

## 松陰の和歌
- 辞世で松陰最後の短歌[22]。 伝馬町牢屋敷にて[注 13]。

- 同じく辞世[23][注 14]。

- 刑執行の前夜に読まれた歌[24]。同じく伝馬町牢屋敷にて安政6年10月26日。

ただし、「下田獄中で詠んだ歌」と記す文献もあり、また実物が萩に存在しないので、偽作もしくは後世の創作とする説もある。
- 家族にあてた別れの手紙の中の短歌。同じく安政6年10月20日。

- 下田獄中の歌[注 15]。

## 肖像
松陰の「写真」なるものが存在するが、松下村塾生のなかでも昭和時代まで生きた渡辺蒿蔵が、松陰のものではないと否定している。ただし、この「写真」は「絵画を撮影したもの」 の一つである。
松陰は29歳で亡くなったのであるが、今日紹介される松陰を描いた画はいずれも後年描かれたもので、各時代の描き手の松陰に対するイメージが反映しているため、風貌は男っぽい中壮年であったり柔和な老齢の人物であったりと様々である。

## 容姿
- 品川弥二郎 「温順にして怒るといふことのなき体格の小兵の人であった」

- 世古格太郎 「その人短小にして背かがみ、容貌醜く色黒く、鼻高にして痘痕あり。言語甚だ爽かにして、形状温柔に見えたり」[31]

- 渡辺蒿蔵　「丈高からず、痩形であり、顔色は白っぽい。天然痘の痕があった」[32]

- 正木退蔵　「吉田は醜く、おかしな程痘瘡の痕が残っていた。自然は初めから彼に物惜しみした」

- 野村靖　「小男の痩せた赤あばたのある余り風采の掲った人とは思われなかった。併し其炯々たる眼光は直に人の肺腑を貫くといふ概があった」

## 評価
萩博物館学芸員の一坂太郎によれば、明治初期の庶民相手のある人物伝では功績をアメリカ密航を企てたこと、老中暗殺を企んだこととしていて、また、明治半ばに徳富蘇峰は、イタリアの革命家ジュゼッペ・マッツィーニに比するなど革命家としての松陰の側面を強調していた。しかし、松陰の弟子らが明治維新の功労者として政府高位に就いたことで、革命家としての松陰像は厭われ、内相なども務めた野村靖は徳富蘇峰に松陰の評伝の訂正を求め、徳富は一部を削除するに至っている。昭和期には修身の教科書などで愛国者として強調されていく。戦後は松下村塾で志士を育成した教育者としての面が評価されるようになった。
- 佐久間象山 「松陰は事業に急なり」[33]

- 兒玉芳子
  - 「非常に親おもいで、優しい気質でございましたから、父や母に心配をさせまい、気を揉ませまいと、始終それを心がけていたようでございます。ごく幼い時分から落ちついた人でした。また兄は何事でも自分を後にして、他人の為に藎すというたちの人でございました」[32]
  - 「松陰は別に酒を飲まず、煙草も吸わず、至って謹直なりし。常に大食することを自ら戒めたり。されば格別食後の運動など今の者の如く心せざりしも、松陰が胃を害し腸を傷める等のことはこれ無かりし。松陰は生涯婦人に関係せることは無かりしなり」[32]
  - 「外柔なる松陰は内はなかなか剛なりき。少年の時より心が腕白なりしゆえ、かかる大胆の事も企てしなれと、後に至り松陰の幼時を知るものの語り合いたり」[32]
  - 「松陰の顔には痘痕あり。世辞はつとめて用いず。一見甚だ無愛想なる如く思われたれど、一度、二度話し合う者は、長幼の別なく松陰を慕い懐かざるはなかりき。松陰も相手に応じて、談話を試みたり。松陰はまた好んで客を遇せり。御飯時には必ず御飯を出し、客をして空腹を忍んで談話をつづけしむる如きことは決してなさざりき。珍羞佳肴なしとて、御飯時に御飯を進むるを差しひかうる如きことは無かりしなり。有合せ物のみにて出し、快く客と共に箸持つ事を楽しめり。たまたま客を請することあるも、珍味を少しく用意するよりも、粗末なるものにても沢山に出すことを好めり」[32]

- 天野御民
  - 「先生睡眠極めて短し。ゆえに門人に書を授くるにあたり、晝間(ひるま)といえども疲労して覚えず眠らるることあり。爾るときは暫時机に伏して一睡し、たちまちさめてまた書を授く」[32]
  - 「先生絶えて書画骨董の娯楽なし、酒を飲まず、煙草を喫せず、一日門人と煙草の無用にして且つ害あることを論ず。これにおいて高杉晋作等大いに感奮し、その座において煙管を折りまた用いず。また深く諸生を戒めて囲碁将棋等を禁ぜられき」[32]
  - 「先生最も夫人教育に熱心し、常にその良書なきを憂う」[32]

- 渡辺蒿蔵
  - 「決して激言する人には非ず。滑稽を言う人にも非ず。おとなしき人なり」[32]
  - 「言語甚だ丁寧にして、村塾に出入する門人の内、年長けたるものに対しては、大抵『あなた』といわれ、余等如き年少に対しては、『おまえ』などいわれたり」[32]
  - 「先生の講説は、あまり流暢にはあらず、常に脇差を手より離さず、これを膝に横たえて端座し、両手にてその両端を押え、肩を聳かして（元来痩せたる人故に肩の聳ゆるは特に目立つ）講説す」[32]
  - 「怒った事は知らない。人に親切で、誰にでもあっさりとして、丁寧な言葉使いの人であった」[32]

- 小幡高政 「奉行等幕府の役人は正面の上段に列座、小幡は下段右脇横向に坐す。ややあって松陰は潜戸から獄卒に導かれて入り、定めの席に就き、一揖して列座の人々を見廻す、鬚髪蓬々、眼光爛々として別人の如く一種の凄味あり。直ちに死罪申渡しの文読み聞かせあり、『立ちませ』と促されて、松陰は起立し、小幡の方に向い微笑を含んで一礼し、再び潜戸を出づ。その直後朗々として吟誦の声あり、曰く、「吾今為国死。死不負君親。悠々天地事。鑑照在明神」と。時に幕吏等なお座に在り、粛然襟を正して之れを聞く。小幡は肺肝を抉らるるの思あり。護卒また傍より制止するを忘れたるものの如く、朗誦終りて我れに帰り、狼狽して駕籠に入らしめ、伝馬町の獄に急ぐ」[32]

- 松村介石 「江戸において首を切られたその最後の態度は、実に堂々たるものであった。松陰の首を切った当の本人は、先年までおって、四谷におった。その人の話によると、いよいよ首を切る刹那の松陰の態度は真にあっぱれなものであったという事である。悠々として歩を運んで来て、役人共に一揖し、『御苦労様』と言って端坐した。その一糸乱れざる、堂々たる態度は、幕吏も深く感動した」[32]

- 野村靖 「先生は人情に厚い人で、人に接するに至って温和であったが、有情の極は無情の事をあえてするを辞せられなかった。すなわち大義のためには同志を殺すも平然たる趣きがあった。義理と正道の前には一歩も譲らぬ所があった。しかも、躬行実践、身をもって自ら率いられたのであるから、如何ともする事が出来なかった。先生はまず士規七則を躬行し、また七生説を作って、精神上の工夫を凝らされた。この二者は先生の生涯を一貫せられたから、松陰門下の者は皆この二者を経典として所持し、余の如き今日に至るまで、常に座右を離したことが無い」[34]

## 一族
- 父：杉常道（1804年 - 1865年）
- 母：瀧（1807年 - 1890年）
- 兄：梅太郎（民治）（1828年 - 1910年）
- 妹：芳子（千代）（1832年 - 1924年） - 児玉祐之の妻
- 妹：寿（1839年 - 1881年） - 小田村伊之助（楫取素彦）の妻
- 妹：艶（1841年 - 1843年） - 早世
- 妹：美和子（文）（1843年 - 1921年） - 久坂玄瑞の妻、のちに楫取素彦後妻。
- 弟：敏三郎（1845年 - 1876年）

## 系譜
- 杉氏[35]

|  |  |  |  | 文左衛門政常 | 文左衛門政常 | 文左衛門政常 | 文左衛門政常 | 文左衛門政常 | 文左衛門政常 |  |  | 七郎兵衛政之 | 七郎兵衛政之 | 七郎兵衛政之 | 七郎兵衛政之 | 七郎兵衛政之 | 七郎兵衛政之 |  |  | 文左衛門徳卿 | 文左衛門徳卿 | 文左衛門徳卿 | 文左衛門徳卿 | 文左衛門徳卿 | 文左衛門徳卿 |  |  | 七兵衛常徳 | 七兵衛常徳 | 七兵衛常徳 | 七兵衛常徳 | 七兵衛常徳 | 七兵衛常徳 |  |  | 百合之助常道           | 百合之助常道           | 百合之助常道           | 百合之助常道           | 百合之助常道           | 百合之助常道           |  |  | 梅太郎修道（民治）               | 梅太郎修道（民治）               | 梅太郎修道（民治）               | 梅太郎修道（民治）               | 梅太郎修道（民治）               | 梅太郎修道（民治）               |  |  |                     |                     |                     |                     |                     |                     |
|  |  |  |  | 文左衛門政常 | 文左衛門政常 | 文左衛門政常 | 文左衛門政常 | 文左衛門政常 | 文左衛門政常 |  |  | 七郎兵衛政之 | 七郎兵衛政之 | 七郎兵衛政之 | 七郎兵衛政之 | 七郎兵衛政之 | 七郎兵衛政之 |  |  | 文左衛門徳卿 | 文左衛門徳卿 | 文左衛門徳卿 | 文左衛門徳卿 | 文左衛門徳卿 | 文左衛門徳卿 |  |  | 七兵衛常徳 | 七兵衛常徳 | 七兵衛常徳 | 七兵衛常徳 | 七兵衛常徳 | 七兵衛常徳 |  |  | 百合之助常道           | 百合之助常道           | 百合之助常道           | 百合之助常道           | 百合之助常道           | 百合之助常道           |  |  | 梅太郎修道（民治）               | 梅太郎修道（民治）               | 梅太郎修道（民治）               | 梅太郎修道（民治）               | 梅太郎修道（民治）               | 梅太郎修道（民治）               |  |  |                     |                     |                     |                     |                     |                     |
|  |  |  |  |              |              |              |              |              |              |  |  |              |              |              |              |              |              |  |  |              |              |              |              |              |              |  |  |            |            |            |            |            |            |  |  | 大助賢良 （吉田家7代） | 大助賢良 （吉田家7代） | 大助賢良 （吉田家7代） | 大助賢良 （吉田家7代） | 大助賢良 （吉田家7代） | 大助賢良 （吉田家7代） |  |  | 大次郎矩方（松陰） （吉田家8代） | 大次郎矩方（松陰） （吉田家8代） | 大次郎矩方（松陰） （吉田家8代） | 大次郎矩方（松陰） （吉田家8代） | 大次郎矩方（松陰） （吉田家8代） | 大次郎矩方（松陰） （吉田家8代） |  |  |                     |                     |                     |                     |                     |                     |
|  |  |  |  |              |              |              |              |              |              |  |  |              |              |              |              |              |              |  |  |              |              |              |              |              |              |  |  |            |            |            |            |            |            |  |  | 大助賢良 （吉田家7代） | 大助賢良 （吉田家7代） | 大助賢良 （吉田家7代） | 大助賢良 （吉田家7代） | 大助賢良 （吉田家7代） | 大助賢良 （吉田家7代） |  |  | 大次郎矩方（松陰） （吉田家8代） | 大次郎矩方（松陰） （吉田家8代） | 大次郎矩方（松陰） （吉田家8代） | 大次郎矩方（松陰） （吉田家8代） | 大次郎矩方（松陰） （吉田家8代） | 大次郎矩方（松陰） （吉田家8代） |  |  |                     |                     |                     |                     |                     |                     |
|  |  |  |  |              |              |              |              |              |              |  |  |              |              |              |              |              |              |  |  |              |              |              |              |              |              |  |  |            |            |            |            |            |            |  |  | 文之進 （玉木家7代）   | 文之進 （玉木家7代）   | 文之進 （玉木家7代）   | 文之進 （玉木家7代）   | 文之進 （玉木家7代）   | 文之進 （玉木家7代）   |  |  | 千代                             | 千代                             | 千代                             | 千代                             | 千代                             | 千代                             |  |  | 庫三 （吉田家11代） | 庫三 （吉田家11代） | 庫三 （吉田家11代） | 庫三 （吉田家11代） | 庫三 （吉田家11代） | 庫三 （吉田家11代） |
|  |  |  |  |              |              |              |              |              |              |  |  |              |              |              |              |              |              |  |  |              |              |              |              |              |              |  |  |            |            |            |            |            |            |  |  | 文之進 （玉木家7代）   | 文之進 （玉木家7代）   | 文之進 （玉木家7代）   | 文之進 （玉木家7代）   | 文之進 （玉木家7代）   | 文之進 （玉木家7代）   |  |  | 千代                             | 千代                             | 千代                             | 千代                             | 千代                             | 千代                             |  |  | 庫三 （吉田家11代） | 庫三 （吉田家11代） | 庫三 （吉田家11代） | 庫三 （吉田家11代） | 庫三 （吉田家11代） | 庫三 （吉田家11代） |

|  |  |  |  | 梅太郎修道 （民治） | 梅太郎修道 （民治） | 梅太郎修道 （民治） | 梅太郎修道 （民治） | 梅太郎修道 （民治） | 梅太郎修道 （民治） |  |  | 小太郎 （吉田家9代） | 小太郎 （吉田家9代） | 小太郎 （吉田家9代） | 小太郎 （吉田家9代） | 小太郎 （吉田家9代） | 小太郎 （吉田家9代） |  |  |      |      |      |      |      |      |
|  |  |  |  | 梅太郎修道 （民治） | 梅太郎修道 （民治） | 梅太郎修道 （民治） | 梅太郎修道 （民治） | 梅太郎修道 （民治） | 梅太郎修道 （民治） |  |  | 小太郎 （吉田家9代） | 小太郎 （吉田家9代） | 小太郎 （吉田家9代） | 小太郎 （吉田家9代） | 小太郎 （吉田家9代） | 小太郎 （吉田家9代） |  |  |      |      |      |      |      |      |
|  |  |  |  |                     |                     |                     |                     |                     |                     |  |  | 滝子                 | 滝子                 | 滝子                 | 滝子                 | 滝子                 | 滝子                 |  |  | 道助 | 道助 | 道助 | 道助 | 道助 | 道助 |
|  |  |  |  |                     |                     |                     |                     |                     |                     |  |  | 滝子                 | 滝子                 | 滝子                 | 滝子                 | 滝子                 | 滝子                 |  |  | 道助 | 道助 | 道助 | 道助 | 道助 | 道助 |
|  |  |  |  |                     |                     |                     |                     |                     |                     |  |  |                      |                      |                      |                      |                      |                      |  |  | 丙三 |      |      |      |      |      |
|  |  |  |  |                     |                     |                     |                     |                     |                     |  |  |                      |                      |                      |                      |                      |                      |  |  |      |      |      |      |      |      |
|  |  |  |  |                     |                     |                     |                     |                     |                     |  |  | 道子 （吉田家10代）  |                      |                      |                      |                      |                      |  |  |      |      |      |      |      |      |
|  |  |  |  |                     |                     |                     |                     |                     |                     |  |  |                      |                      |                      |                      |                      |                      |  |  |      |      |      |      |      |      |

- 吉田氏（本姓は藤原氏を称する。藤原行成の末裔という）

|  |  |  |  | 友之允重矩 | 友之允重矩 | 友之允重矩 | 友之允重矩 | 友之允重矩 | 友之允重矩 |  |  | 十郎左衛門矩行           | 十郎左衛門矩行 | 十郎左衛門矩行 | 十郎左衛門矩行 | 十郎左衛門矩行 | 十郎左衛門矩行 |  |  | 半平 | 半平 | 半平 | 半平 | 半平 | 半平 |  |  | 二十郎矩之 | 二十郎矩之 | 二十郎矩之 | 二十郎矩之 | 二十郎矩之 | 二十郎矩之 |  |  | 市佐矩直 | 市佐矩直 | 市佐矩直 | 市佐矩直 | 市佐矩直 | 市佐矩直 |  |  | 又五郎矩定 | 又五郎矩定 | 又五郎矩定 | 又五郎矩定 | 又五郎矩定 | 又五郎矩定 |  |  | 他三郎矩建 | 他三郎矩建 | 他三郎矩建 | 他三郎矩建 | 他三郎矩建 | 他三郎矩建 |  |  | 大助賢良 | 大助賢良 | 大助賢良 | 大助賢良 | 大助賢良 | 大助賢良 |  |  | 大次郎矩方（松陰） | 大次郎矩方（松陰） | 大次郎矩方（松陰） | 大次郎矩方（松陰） | 大次郎矩方（松陰） | 大次郎矩方（松陰） |
|  |  |  |  | 友之允重矩 | 友之允重矩 | 友之允重矩 | 友之允重矩 | 友之允重矩 | 友之允重矩 |  |  | 十郎左衛門矩行           | 十郎左衛門矩行 | 十郎左衛門矩行 | 十郎左衛門矩行 | 十郎左衛門矩行 | 十郎左衛門矩行 |  |  | 半平 | 半平 | 半平 | 半平 | 半平 | 半平 |  |  | 二十郎矩之 | 二十郎矩之 | 二十郎矩之 | 二十郎矩之 | 二十郎矩之 | 二十郎矩之 |  |  | 市佐矩直 | 市佐矩直 | 市佐矩直 | 市佐矩直 | 市佐矩直 | 市佐矩直 |  |  | 又五郎矩定 | 又五郎矩定 | 又五郎矩定 | 又五郎矩定 | 又五郎矩定 | 又五郎矩定 |  |  | 他三郎矩建 | 他三郎矩建 | 他三郎矩建 | 他三郎矩建 | 他三郎矩建 | 他三郎矩建 |  |  | 大助賢良 | 大助賢良 | 大助賢良 | 大助賢良 | 大助賢良 | 大助賢良 |  |  | 大次郎矩方（松陰） | 大次郎矩方（松陰） | 大次郎矩方（松陰） | 大次郎矩方（松陰） | 大次郎矩方（松陰） | 大次郎矩方（松陰） |
|  |  |  |  |            |            |            |            |            |            |  |  | 七郎兵衛政之 （杉家2代） |                |                |                |                |                |  |  |      |      |      |      |      |      |  |  |            |            |            |            |            |            |  |  |          |          |          |          |          |          |  |  |            |            |            |            |            |            |  |  |            |            |            |            |            |            |  |  |          |          |          |          |          |          |  |  |                    |                    |                    |                    |                    |                    |
|  |  |  |  |            |            |            |            |            |            |  |  |                          |                |                |                |                |                |  |  |      |      |      |      |      |      |  |  |            |            |            |            |            |            |  |  |          |          |          |          |          |          |  |  |            |            |            |            |            |            |  |  |            |            |            |            |            |            |  |  |          |          |          |          |          |          |  |  |                    |                    |                    |                    |                    |                    |

|  |  |  |  | 大次郎矩方 松陰 | 大次郎矩方 松陰 | 大次郎矩方 松陰 | 大次郎矩方 松陰 | 大次郎矩方 松陰 | 大次郎矩方 松陰 |  |  | 小太郎 | 小太郎 | 小太郎 | 小太郎 | 小太郎 | 小太郎 |  |  | 道子 | 道子 | 道子 | 道子 | 道子 | 道子 |  |  | 庫三 | 庫三 | 庫三 | 庫三 | 庫三 | 庫三 |  |  | 衛 | 衛 | 衛 | 衛 | 衛 | 衛 |
|  |  |  |  | 大次郎矩方 松陰 | 大次郎矩方 松陰 | 大次郎矩方 松陰 | 大次郎矩方 松陰 | 大次郎矩方 松陰 | 大次郎矩方 松陰 |  |  | 小太郎 | 小太郎 | 小太郎 | 小太郎 | 小太郎 | 小太郎 |  |  | 道子 | 道子 | 道子 | 道子 | 道子 | 道子 |  |  | 庫三 | 庫三 | 庫三 | 庫三 | 庫三 | 庫三 |  |  | 衛 | 衛 | 衛 | 衛 | 衛 | 衛 |

## 中国へ与えた影響
日本では幕末から近代にかけて陽明学が重要な思想とされ、松陰を含めて熱心に読まれたのに対して、清朝では陽明学は忘れられていた。清朝末期の動乱、とりわけ日清戦争以後、明治日本に清末の知識人が注目するようになると、すでに中国本土では衰微していた陽明学にも注意が向けられるようになった。明治期、中国からの留学生が増加の一途を辿るが、そうした学生たちにもこの明治期の陽明学熱が伝わり、新しい中国の国づくりを考える若い思想家・運動家のなかでも陽明学が逆輸入され、読まれるようになった。「陽明学」という呼称が、中国に伝わったのもこのころで、松陰の著作も中国で読まれるようになる。のちに今文公羊学を掲げる康有為は、吉田松陰の『幽室文稿』を含む陽明学を研究したといわれる。また、康有為の弟子の梁啓超は1905年、上海で『松陰文鈔』を出版するほど、陽明学を奉じた吉田松陰を称揚した。

## 現代への影響
議会
参議院先例録に、議員は、議場または委員会議室においては互いに敬称として『君』を用いる。 とあり、議会で君呼びが定着しているのは、吉田松陰の影響である。
韓国で炎上
コーエーテクモゲームスの幕末を舞台にしたゲーム「Rise of the Ronin」プロデューサー兼ディレクターを務める安田文彦が松陰について「「日本ではソクラテスに匹敵する人物だと思う」とネット動画で延べ、韓国で「日本の極右勢力の元祖として扱われている人物を公式映像で美化するのは度を越している」とネット炎上。韓国での発売が停止となった。

## 吉田松陰を題材とする作品
小説
- 司馬遼太郎『世に棲む日日』文春文庫 全4巻 - ただし他の司馬小説と同様に、史実と異なる間違った記述や架空のストーリーも含まれている。
- 山岡荘八『吉田松陰』全2巻
- 童門冬二『小説吉田松陰』
- 古川薫『維新の烈風 《吉田松陰と高杉晋作》』

漫画
- みなもと太郎『風雲児たち』
- 雨瀬シオリ『松かげに憩う』（秋田書店ヤングチャンピオンコミックス）
- そにしけんじ『ねこねこ日本史』第3巻、『学べ！ねこねこ日本史』（TVアニメ版の声優は小林ゆう）
- 泰三子『だんドーン 番外・長州編』（講談社 2024年）

映画
- 『獄に咲く花』（2010年、監督：石原興、演：前田倫良）

テレビドラマ
- 『吉田松陰』（1969年、KTV、演：高橋幸治）
- 『花神』（1977年、NHK大河ドラマ、演：篠田三郎）
- 『炎の如く 吉田松陰』（1991年、日本テレビ系で2時間の時代劇スペシャルとして放送。日本テレビ年末時代劇スペシャルの幕末シリーズとストーリーにつながりがある。演・風間杜夫）
- 『蒼天の夢 松陰と晋作・新世紀への挑戦』（2000年、NHK、演：中村橋之助）
- 『龍馬伝』（2010年、NHK大河ドラマ、演：生瀬勝久）
- 『八重の桜』（2013年、NHK大河ドラマ、演：小栗旬）
- 『花燃ゆ』（2015年、NHK大河ドラマ、演：伊勢谷友介）

歌謡曲
- 『吉田松陰物語』（1976年、作詞・作曲・歌：つボイノリオ） - 吉田松陰を言葉遊びの題材としたコミックソング。歌詞の内容は史実の吉田松陰とは関係なく、全くのフィクションである。
- 『吉田松陰』（1988年、作詞：星野哲郎、作曲：浜口庫之助、歌：尾形大作） - 歌詞に「松の雫」「日下」「桂」といった松陰ならびに久坂・木戸らの名前が織り込まれている。2016年に島津亜矢がカバー。

舞台
- 『幕末サンライズ』(2022年)

浪曲
- 『嗚呼吉田松陰』浪曲師：真山隼人（山下辰三＝作・鈴木英明＝音楽）